# Thomas Hartley

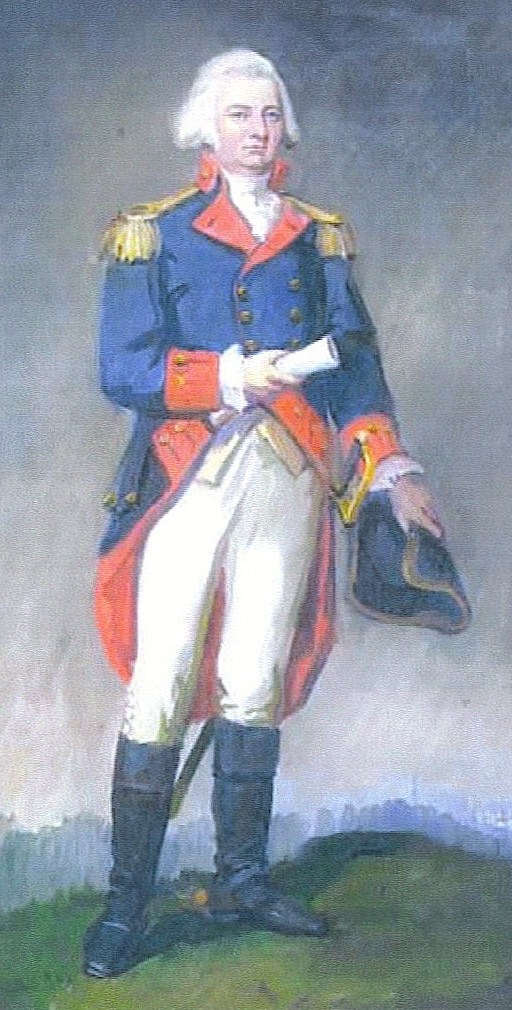
Thomas Hartley

Thomas Hartley (* 7. September 1748 in Reading, Province of Pennsylvania; † 21. Dezember 1800 in York, Pennsylvania) war ein US-amerikanischer Politiker. Zwischen 1789 und 1800 vertrat er den Bundesstaat Pennsylvania im US-Repräsentantenhaus.

## Werdegang
Thomas Hartley wuchs während der britischen Kolonialzeit auf. Er besuchte die öffentlichen Schulen seiner Heimat. Nach einem Jurastudium und seiner 1769 erfolgten Zulassung als Rechtsanwalt begann er in York in diesem Beruf zu arbeiten. In den 1770er Jahren schloss er sich der amerikanischen Revolution an. 1775 war er Mitglied im Provinzialkongress von Philadelphia. In der Folge nahm er als Oberstleutnant und später als Oberst eines Regiments aus Pennsylvania am Unabhängigkeitskrieg teil. Seine Einheit war Teil der Kontinentalarmee. 1778 leitete er eine Expedition gegen die mit den Briten verbündeten Indianer. Im selben Jahr wurde er in das Repräsentantenhaus von Pennsylvania gewählt. Nach dem Krieg praktizierte er wieder als Anwalt. Im Jahr 1787 war er Delegierter auf der Versammlung, die für den Staat Pennsylvania die Verfassung der Vereinigten Staaten ratifizierte. Politisch stand er George Washington und Alexander Hamilton nahe. Ende der 1790er Jahre wurde er Mitglied der von Hamilton gegründeten Föderalistischen Partei.
Bei den in Pennsylvania staatsweit ausgetragenen Kongresswahlen des Jahres 1789 wurde Hartley erstmals in das US-Repräsentantenhaus gewählt, wo er am 4. März 1789 sein neues Mandat antrat. Nach fünf Wiederwahlen konnte er bis zu seinem Tod am 21. Dezember 1800 im Kongress verbleiben. Von 1791 bis 1793 vertrat er dort den siebten und seit 1795 den achten Wahlbezirk seines Staates.